# Europawahl in Italien 1979
- Kommunisten (PCI): 24
- Sozialisten (PSI, PSDI): 13
- Unabhängige Fraktion (PR, PdUP, DP): 5
- Liberaldemokraten (PLI, PRI): 5
- Europäische Volkspartei (DC, SVP): 30
- fraktionslos (MSI): 4

Die Europawahl in Italien 1979 fand am 10. Juni 1979 im Rahmen der EG-weiten Europawahl 1979 statt. In Italien wurden 81 der 410 Sitze im Europäischen Parlament vergeben.
Die Wahl fand zwei Wochen nach den Parlamentswahlen in Italien 1979 statt.

## Wahlsystem

Die fünf Wahlkreise Italiens

Das Land ist in fünf Wahlkreise aufgeteilt: Italia nord-occidentale (Nordwestitalien: Piemont, Aostatal, Ligurien, Lombardei), Italia nord-orientale (Nordostitalien: Venetien, Trentino-Südtirol, Friaul-Julisch Venetien, Emilia-Romagna), Italia centrale (Mittelitalien: Toskana, Umbrien, Marken, Latium), Italia meridionale (Süditalien: Abruzzen, Molise, Kampanien, Apulien, Basilikata, Kalabrien) und Italia insulare (Inseln: Sizilien, Sardinien). In einem ersten Schritt, der sogenannten Oberzuteilung, werden die landesweiten Parteistimmen zusammengezählt. Mit Hilfe des Hare/Niemeyer-Verfahrens mit abgerundeter Hare-Quote wird die Gesamtzahl der auf eine Landesliste entfallender Sitze bestimmt. In den sogenannten Unterzuteilungen für jede Partei werden die einer Partei zustehenden Sitze nach demselben Verfahren an die Wahlkreise zugeteilt. Demnach hängt die Anzahl an Sitzen in den Distrikten von der Anzahl der gültigen Stimmen in den jeweiligen Distrikten ab.

## Ergebnis
42.203.405 Personen waren wahlberechtigt. Die Wahlbeteiligung lag bei 85,65 % (36.148.180 Wähler). 453.510 Wahlzettel wurden blank abgegeben, 1.105.579 waren ungültig.
| Kürzel   | Partei                                          | Stimmen    | Anteil | Mandate | Fraktion     |
| -------- | ----------------------------------------------- | ---------- | ------ | ------- | ------------ |
| DC       | Democrazia Cristiana                            | 12.774.320 | 36,45  | 29      | EVP          |
| PCI      | Partito Comunista Italiano                      | 10.361.344 | 29,57  | 24      | COM          |
| PSI      | Partito Socialista Italiano                     | 3.866.946  | 11,03  | 9       | SOC          |
| MSI-DN   | Movimento Sociale Italiano                      | 1.909.055  | 5,45   | 4       | fraktionslos |
| PSDI     | Partito Socialista Democratico Italiano         | 1.514.272  | 4,32   | 4       | SOC          |
| P.RAD    | Partito Radicale                                | 1.285.065  | 3,67   | 3       | CDI          |
| PLI      | Partito Liberale Italiano                       | 1.271.159  | 3,63   | 3       | LD           |
| PRI      | Partito Repubblicano Italiano                   | 896.139    | 2,56   | 2       | LD           |
| PdUP     | Partito di Unità Proletaria                     | 406.656    | 1,16   | 1       | CDI          |
| DEM.PROL | Democrazia Proletaria                           | 252.342    | 0,72   | 1       | CDI          |
| SVP      | Südtiroler Volkspartei                          | 196.373    | 0,56   | 1       | EVP          |
| UV-FAE   | Union Valdôtaine - Federalismo Europa Autonomie | 166.393    | 0,47   | –       | –            |
| DN-CD    | Democrazia Nazionale                            | 142.537    | 0,41   | –       | –            |